# ARCA Racing Series 2010
La 58e édition du Championnat ARCA Racing Series presented by RE/MAX and Menards s'est déroulée entre le 6 février 2010 à Daytona Beach et le 9 octobre 2010 à Rockingham. Le championnat 2010 a vu la victoire la plus serrée de son histoire avec 20 points de différence entre Patrick Sheltra et Craig Goess.

## Déroulement
Le championnat se déroule sous l'égide de l'ARCA et non de la NASCAR même si certaines courses sont communes. L'ARCA organise le championnat et choisit les circuits ainsi que les équipes. En 2010, on notera deux circuits routiers dont le Palm Beach International Raceway qui fait de nouveau partie du championnat alors qu'il n'était plus utilisé depuis de nombreuses années en raison de sa dangerosité. L'année débute par deux courses en Floride, la saison s'ouvrant, comme souvent aux États-Unis, par Daytona. 
La saison 2010 voit aussi une refonte profonde des automobiles utilisées pour le championnat. Les voitures devront répondre au même cahier des charges que les voitures de Nationwide Series soit au prototype CoT (« Car of Tomorow »), la dernière mise à jour ayant eu lieu en 1985. Jusqu'alors quelques modifications étaient intervenues mais sans grands changements. Pourtant ils étaient rendus nécessaires à la suite de plusieurs accidents et surtout par l'obsolescence du gabarit utilisé.
Ce championnat fut l'un des plus serrés puisque Bobby Gerhart gagnant à Daytona, dès la manche suivante il perd sa place, la laissant à Justin Marks. Celui-ci sera détrôné par Craig Goess qui prend la tête jusqu'à l'avant-dernière course où c'est finalement Patrick Sheltra qui remportera le championnat. Lors de cette saison, 14 pilotes différents gagneront. Aucun participant n'est européen, le Français Michel Disdier (auteur de 3 saisons en ARCA) participant maintenant au Camping World Truck Series. Le championnat a accueilli le pakistanais Nur Ali et Nelsihno Piquet qui ont participé à quelques courses ; mais la majorité des coureurs sont nord-américains. À la différence de son homologue NASCAR, le championnat peut se targuer d'avoir une représentation féminine à chaque course avec Milka Duno, Jennifer Jo Cobb et Leilani Munter. Danica Patrick a aussi participé à Daytona où elle finit 6e. Enfin, on notera la présence de quelques anciens pilotes NASCAR comme Ken Schrader ou l'ancienne star du motocross Ricky Carmichael.

## Circuit
La saison débute à Daytona où elle sert de lever de rideau aux championnats NASCAR. Plusieurs épreuves servent de courses d'attente lors des évènements d'IRL ou du NASCAR.

### Pistes
La saison compte 2 circuits routiers, 2 pistes courtes, 16 pistes ovales dont 7 pistes type Short-Track et 9 Superspeedway.

#### Détails
- Daytona (O)
- Palm Beach International Raceway (R)
- Salem Speedway (en) x2 (O)
- Dallas Fort Worth (O)
- Talladega Superspeedway (O)
- Toledo (en) x2 (O)
- Pocono x2 (O)
- Michigan International Speedway (O)
- Iowa Speedway (O)
- Mansfield (en) (O)
- Berlin Raceway (en) (O)
- Millville (en) (R)
- Springfield (en) (D)
- Chicagoland Speedway (O)
- DuQuion (en) (D)
- Kansas Speedway (O)
- Rockingham Speedway (O)

## Classement

### Pilote
| Nom              | Nationalité | Ecurie              | Points |
| ---------------- | ----------- | ------------------- | ------ |
| Patrick Sheltra  | États-Unis  | Sheltra Motorsport  | 4965   |
| Craig Goess      | États-Unis  | Eddie Sharp Racing  | 4945   |
| Tom Hessert III  | États-Unis  | Briggs Cunningham   | 4860   |
| Frank Kimmel     | États-Unis  | Frank Kimmel Racing | 4785   |
| Mikey Kile       | États-Unis  | Bill Venturini      | 4740   |
| Justin Marks     | États-Unis  | Kevin Cywinski      | 4710   |
| Dakoda Armstrong | États-Unis  | Kenny Scherer       | 4705   |
| Joey Coutler     | États-Unis  | Joe Coutler         | 4535   |
| Tim George Jr    | États-Unis  | Richard Childress   | 4215   |
| Bryan Silas      | États-Unis  | Andy Hillenburg     | 4140   |

### Rookie
| Nom              | Nationalité | Ecurie          | Points |
| ---------------- | ----------- | --------------- | ------ |
| Dakoda Armstrong | États-Unis  | Kenny Scherer   | 4705   |
| Joey Coutler     | États-Unis  | Joe Coutler     | 4535   |
| Chase Mattioli   | États-Unis  | Andy Belmont    | 1445   |
| Nelson Piquet Jr | Brésil      | Eddie Sharp     | 450    |
| Miguel Paludo    | Brésil      | Russ Roulo      | 140    |
| Nur Ali          | Pakistan    | Andy Hillenburg | 120    |